# Yevgeniy Yakovlev
Pour les articles homonymes, voir Iakovlev.
Yevgeniy Yakovlev, né le 26 février 1980, est un coureur cycliste kazakh.

## Palmarès
- 2004
  - 2e étape du Tour d'Indonésie
- 2005
  - 6e étape du Tour de Taïwan
- 2007
  - 3e du Tour de Taïwan

## Classements mondiaux
| Année         | 2006 | 2007 |
| ------------- | ---- | ---- |
| UCI Asia Tour | 92e  | 96e  |